# Gaiserwald
Gaiserwald es una comuna suiza del cantón de San Galo, ubicada en el distrito de San Galo.

## Geografía
Gaiserwald tiene un área, a partir de 2006, de 12,7 km² (4,9 millas cuadradas). De esta superficie, el 49,8% se utiliza para fines agrícolas, mientras que el 30,2% está cubierta de bosques. Del resto de la tierra, el 18,8% es de estadía (edificios o carreteras) y el resto (1,2%) no es productiva (ríos o lagos).
Gaiserwald limita al norte con la comuna de Waldkirch, al este con Wittenbach, al sur con San Galo, y al oeste con Gossau y Andwil. La comuna está compuesta por las localidades de: Abtwil, Chapf, Engelburg, Halden, Lindenwis, Rüti y Sankt Josefen.

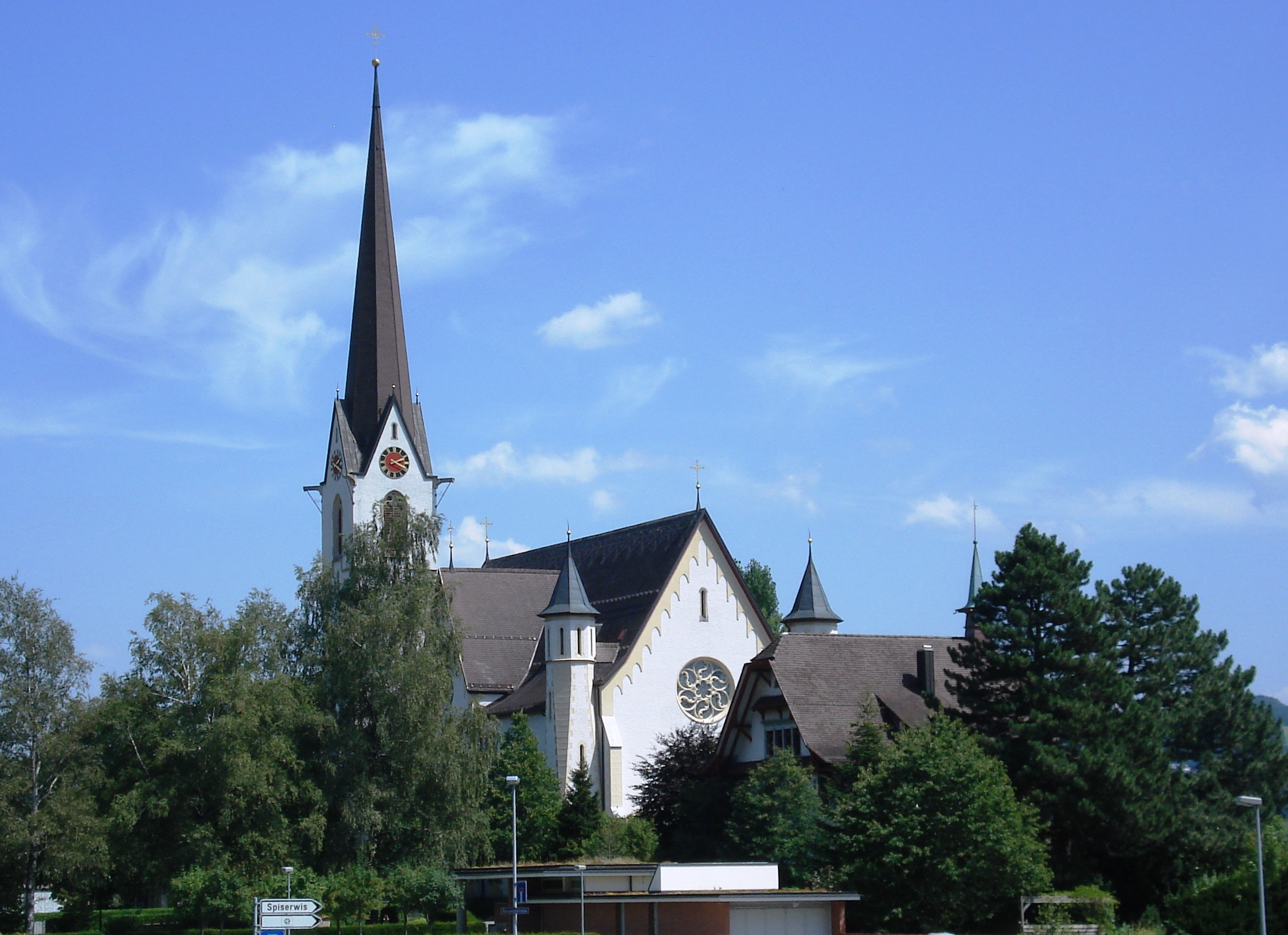
Iglesia de San José.